# فيليكس بيريز
فيليكس بيريز (بالإسبانية: Félix Pérez)‏ هو عداء سريع فنزويلي، ولد في 10 ديسمبر 1951.

## وصلات خارجية
- فيليكس بيريز على موقع أوليمبيديا (الإنجليزية)